# Sohtsuia diting
Sohtsuia diting — вид прісноводних черевоногих молюсків з родини Diplommatinidae. Описаний у 2023 році.

## Поширення
Ендемік Китаю. Поширений у провінції Цзянсі.

## Опис
Вид діагностують за циліндрично-веретеноподібною раковиною та відсутністю внутрішніх стовпчастих пластинок і пристінкових складок.